# 華倫変
華倫変（かりんぺん、1974年10月13日 - 2003年3月19日）は、日本の男性漫画家。
1995年、大学在学中に投稿した作品『ピンクの液体』が講談社『週刊ヤングマガジン』においてちばてつや賞（ちばてつや大賞）を受賞、『週刊ヤングマガジン』で執筆、その後太田出版『マンガ・エロティクスF』等で執筆するようになる。影響を受けた漫画家は、山本直樹、逆柱いみりなど。好きな歌手は戸川純。
2003年3月19日、心不全のため28歳で死去。『マンガ・エロティクスF』（2003年VOL.21の330頁）に編集長による読者への告知文が掲載された。
短編作品『張り込み』は、2001年に篠原哲雄によって映画化された。『高速回線は光うさぎの夢を見るか？』や『デッド・トリック！』は、小説家の高橋源一郎が帯で賞賛している。
独特の画風で、初期は特に絵が荒い。フェチズムな性をモチーフにすることが多く、怠惰な日常描写を得意とする。

## 作品一覧
- カリクラ 1 （1998年2月6日初版発行、1998年2月4日発売、講談社、ISBN 4-06-336721-5）[1]
  - 復刊『カリクラ 華倫変倶楽部 上』 （2002年5月19日初版発行、2002年4月15日発売[2]、太田出版、ISBN 4-87-233662-3）[3]
    1. 究極タイガーボンバーナイツ（初収録）
    2. 赤い鎖骨
    3. AV
    4. 張り込み
    5. スウィートハネムーン
    6. 映研
    7. 電車が来ない
    8. 燃えよアニメ
    9. ピンクの液体

    - あとがき
- カリクラ 2 （1998年5月7日初版発行、1998年5月6日発売、講談社、ISBN 4-06-336737-1）[4]
  - 復刊『カリクラ 華倫変倶楽部 下』 （2002年6月17日初版発行、2002年5月21日発売[2]、太田出版、ISBN 4-87-233663-1）[5]
    1. フルカワとウサギ（初収録）
    2. 桶の女
    3. 大林寺先生
    4. 殺しのナンバー669
    5. バナナとアヒル
    6. テレフォンドール TALK 1 テレフォンレディ
    7. テレフォンドール TALK 2 テレフォンSEX
    8. テレフォンドール TALK 3 カエル
    9. テレフォンドール TALK 4 ポルノ
    10. テレフォンドール LAST TALK 援助交際

    - あとがき
- 高速回線は光うさぎの夢を見るか？ （2002年10月20日初版発行、2002年9月20日発売[2]、太田出版、ISBN 4-87-233697-6）[6]
  1. 忘れる（講談社 ヤングマガジン増刊・赤BUTA 2001年）
  2. あぜ道（太田出版 マンガ・エロティクスF vol.2 2001年）
  3. 下校中（太田出版 マンガ・エロティクスF vol.3 2001年）
  4. 木々（太田出版 マンガ・エロティクスF vol.4 2001年）
  5. ねむる部屋（太田出版 マンガ・エロティクスF vol.6 2001年）
  6. コギャル 危ない放課後（集英社 ビジネスジャンプ増刊・BJ魂 2001年）
  7. 酒とばらの日々（太田出版 マンガ・エロティクス 冬 2001年）
  8. とかく現世はくだらなすぎる[注 2]（太田出版 マンガ・エロティクス 夏 2002年）
  9. 高速回線は光うさぎの夢を見るか？（太田出版 マンガ・エロティクスF vol.14 2002年）

  - あとがき
- デッド・トリック！ 上 （2003年11月6日発売、講談社、ISBN 4-06-334810-5）[7][注 3]
- デッド・トリック！ 下 （2003年11月6日発売、講談社、ISBN 4-06-334811-3）[8][注 3]